# Hunger (film fra 2020)
|  | For andre betydninger, se Hunger ||  | Denne artikel er oprettet af botten Steenthbot ud fra en ekstern database. Den kan derfor have sproglige fejl eller mangler. Denne skabelon kan fjernes efter kontrol af indholdet. |
Hunger er en dansk kortfilm fra 2020 instrueret af Stefan Pellegrini.

## Handling
Anna er et kunstnerisk geni. Men da kæreste slår op med hende, til fordel for en mere succesfuld kunstmaler, bliver hendes verden knust. Med glæden dør hendes kreativt, hvorfor hendes malerier nu er uden sjæl. Anna er overbevist om, at hvis hendes kunst udstilles, så vil hun vinde sin ekskæreste tilbage. Hun sætter derfor himmel og jord i et, for at dette skal lykkes. Hvad Anna ikke ved er, at en udenjordisk altfortærende magt vokser inde i hende. En magt, som giver hende kunstneriske evner, af hidtil usete dimensioner. Det eneste hun skal give til gengæld, er hendes sjæl. Anna bevæger sig langsomt men støt væk fra at være menneske og ind i mørket, for at få sin eks tilbage.